# Vasaåket 2021
Vasaåket 2021 var ett alternativ till Vasaloppet elit 2021, för de som inte gavs möjlighet att genomföra det vanliga vasaloppet, vilket var begränsat till 400 deltagare på grund av Coronapandemin. Med en rad försiktighetsåtgärder i enighet med rådande riktlinjer i samhället erbjöds möjligheten att genomföra Vasaåket på plats mellan Sälen och Mora, alternativt genomföra någon av distanserna 10, 30, 45 och 90 km på valfri plats.